# Amadou Sanogo
Amadou Haya Sanogo (Ségou, 1972) es un militar maliense. Capitán General del ejército de Malí, líder de una Junta Militar que derrocó el 22 de marzo de 2012 a Amadou Toumani Touré.

## Biografía
Nació en Ségou en 1972, 4 de 7 hijos de una familia de enfermeros. Estudió en la Academia militar de Kati. De 2004 a 2010 se formó en varios programas militares de Estados Unidos, primero en una base del ejército de Lacklanda, en Texas, después una formación como oficial de información en Fort-Wachica  en Arizaona y finalmente de agosto a diciembre de 2010 realizó una formación de oficiales de infantería en el ejército de tierra en Fort Benning en Virginia.

### Golpe de Estado en 2012
Capitán de las Fuerzas Armadas de Malí y profesor de inglés en la Academia militar de Kati, tras el golpe de Estado del 22 de marzo de 2012 asume el poder y se convierte en presidente de la Comisión nacional para la restauración de la democracia y la restauración del Estado (CNRDRE).
El 22 de marzo de 2012 organizó un alzamiento armado contra el presidente electo Amadou Toumani Touré alegando falta de interés en la lucha en el norte del país contra la tribu tuareg. Organiza entonces un Comité Nacional para la Restauración de la Democracia y el Estado. 
Sus primeros pasos fueron suspender las instituciones y la Constitución, establecer un toque de queda y cerrar las fronteras. El 1 de abril de 2012, sin embargo, anunció el restablecimiento de la Constitución y las instituciones de Malí de 1992, consecuencia de la presión internacional y el avance de los rebeldes en el noreste de Malí. Sin embargo, precisa que la CNRDRE sigue siendo la autoridad suprema del país. 
Se realiza una mediación con los golpistas bajo los auspicios de la CEDEAO y Burkina Faso, resultando en un acuerdo el 6 de abril de 2012. Por lo tanto, el Capitán Sanogo se ve obligado por presión internacional a restablecer las instituciones democráticas que prevén que la presidencia interina de la República regrese al Presidente de la Asamblea Nacional (Dioncounda Traoré) y entregue el poder a la población civil, el 12 de abril de 2012, tras la renuncia del expresidente de la República Amadou Toumani Touré, ocurrida el 8 de abril. Por tanto, Amadou Haya Sanogo seguirá siendo el jefe de Estado de facto de Malí durante 20 días. Durante este período, el MNLA conquistó militarmente toda la mitad norte de Malí y declaró la independencia de Azawad. 
Sigue siendo, tras su entrega del poder, una poderosa autoridad que dirige una gran parte del ejército, recibiendo a políticos y periodistas en Kati. La CNRDRE arresta a ex soldados y políticos en la semana del 16 y 17 de abril, Amadou Sanogo interviene en la televisión estatal para anunciar los resultados de los operativos legales en curso. Parece entonces que la junta sólo aparentemente dejó el poder y sigue siendo la autoridad real del país. Los asuntos más importantes del estado parecen ser estudiados por el capitán Sanogo sin consultar al poder político en el lugar. Algunos lo acusan de violar el orden constitucional, de inmiscuirse en asuntos ajenos a su competencia y de deriva dictatorial. Fue nombrado presidente del “Comité Militar de Seguimiento de la Reforma de las Fuerzas de Defensa y Seguridad” por Dioncounda Traoré el 13 de febrero de 2013.
A raíz de una decisión de la CEDEAO, ya no se lo considera jefe de Estado interino de Malí.
Unos días después de la segunda vuelta de las elecciones presidenciales de 2013, fue ascendido al rango de general del ejército por decisión del Consejo de Ministros del 14 de agosto de 2013.

### Detención y proceso
El 27 de noviembre de 2013 fue arrestado bajo la orden del tribunal por el coronel Abass Dembélé y trasladado a Bamako acusado de haber ordenado el asesinato de 21 "boinas rojas" en 2012 fieles al presidente depuesto Amadou Toumani Touré que intentaron frenar a los golpistas. Fueron encontrados meses más tarde en una fosa común. Políticos, periodistas y miembros de la sociedad civil fueron también víctimas de la brutalidad de los golpistas.
El 28 de enero de 2020 la justicia ordenó su libertad provisional y la de los 15 coacusados, en espera de juicio después de siete siete años. Sonogo vivía en residencia vigilada en Sélingué, en la región de Sikasso donde su proceso fue trasladado en 2016. El proceso fue suspendido el 8 de diciembre de 2016 pero se rechaza la liberación de los acusados. En mayo de 2019 uno de sus próximos, el general Ibrahima Dahirou Debélé fue nombrado Ministro de Defensa y de antiguos combatientes de Malí, en el gobierno de Boubou Cissé.
En abril de 2020, los familiares de Amadou Haya Sanogo fueron arrestados por las autoridades malienses. Durante dos semanas, los servicios secretos malienses llevaron a cabo una investigación de seis personas supuestamente implicadas den un intento de golpe de Estado.  Es Radio France Internationale quien da la información, citando una fuente de Seguridad del Estado.
Entre estas personas se encuentra Seyba Diarra, "un ex oficial del ejército y hombre fuerte de la junta" que encabezó el golpe contra el presidente Amadou Toumani Touré en 2012.
Los servicios secretos malienses hablan de un intento de desestabilización de las instituciones estatales, una forma de hablar sobre todo de preparar un golpe de Estado contra el presidente Ibrahim Boubacar Keïta.
"La operación que le hubiera gustado realizar tenía que realizarse entre las dos rondas de las elecciones legislativas", insiste la fuente cercana al servicio secreto maliense. Se sospecha que la banda de Seyba Diarra ha llevado a cabo varios actos sospechosos que confirman el intento de desestabilización: "localizar un lugar, apuntar a personalidades, medios movilizar".
Actualmente, los servicios secretos malienses están tratando de averiguar hasta dónde se extiende la red de cómplices. Los sospechosos buscados ya han huido, según la fuente interna de Seguridad del Estado.